# Parroquia (religión)
La parroquia —del latín parochĭa, y este del griego παροικία paroikía (habitar cerca)— es una división territorial de las iglesias cristianas. También conocida como feligresía, es una de las partes de una diócesis resultantes de la separación territorial en la organización de la Iglesia católica, que asigna a cada territorio su correspondiente iglesia parroquial, con pueblos y sitios determinados, con su titular rector como párroco de la misma al cuidado de sus feligreses. Son denominadas cuasiparroquias cuando forman parte de la división de un vicariato o de una prefectura apostólica.
La parroquia se encuentra en la Iglesia católica, la Iglesia ortodoxa, la Iglesia de Inglaterra, la Iglesia de Escocia, la Iglesia de Suecia, la Iglesia metodista unida y las Iglesias presbiterianas.
El término parroquia también designa a la iglesia parroquial y a su comunidad de fieles.

## Iglesia católica
En la Iglesia católica la parroquia es la comunidad de fieles católicos, perteneciente a una Iglesia particular (generalmente a una diócesis) que está bajo la atención pastoral de un sacerdote, que se designa como párroco.

La parroquia es una determinada comunidad de fieles constituida de modo estable en la Iglesia particular, cuya cura pastoral, bajo la autoridad del obispo diocesano, se encomienda a un párroco, como su pastor propio’ (CIC can. 515, 1). Es el lugar donde todos los fieles pueden reunirse para la celebración dominical de la Eucaristía. La parroquia inicia al pueblo cristiano en la expresión ordinaria de la vida litúrgica, le congrega en esta celebración; le enseña la doctrina salvífica de Cristo. Practica la caridad del Señor en obras buenas y fraternas: 

No puedes orar en casa como en la iglesia, donde son muchos los reunidos, donde el grito de todos se eleva a Dios como desde un solo corazón. Hay en ella algo más: la unión de los espíritus, la armonía de las almas, el vínculo de la caridad, las oraciones de los sacerdotes.
San Juan Crisóstomo, (incomprehens 3,6).

Catecismo de la Iglesia católica (2179)

Parroquia Nuestra Señora Del Rosario de la Localidad de Franck, Santa Fe, Argentina

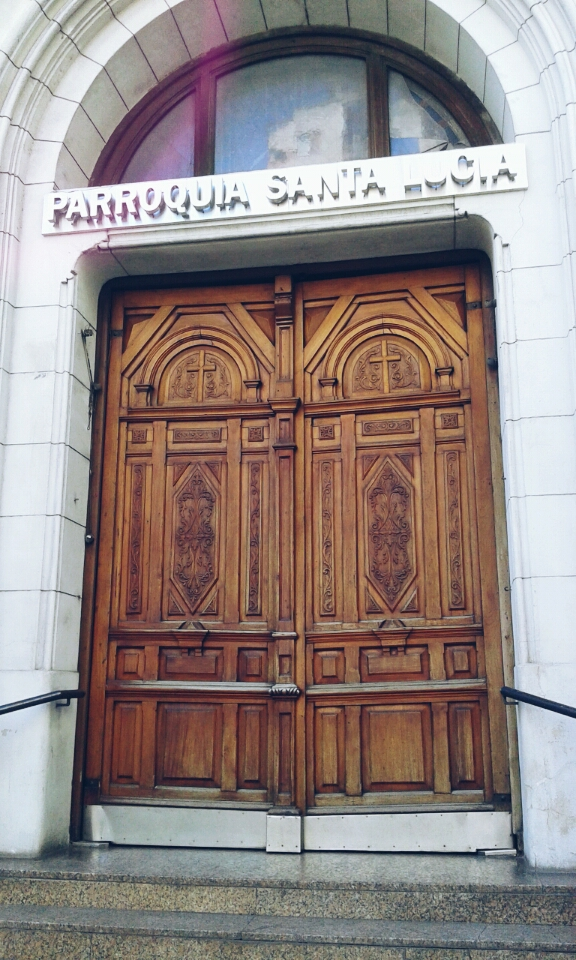
Parroquia Santa Lucía, en Buenos Aires, Argentina.

Generalmente las parroquias se definen por un territorio. Es decir, pertenecen a la parroquia todos los fieles que habiten dentro de los límites territoriales de la parroquia.
También es posible establecer parroquias personales en función del rito, lengua o nacionalidad de los fieles de un territorio "o incluso por otra determinada razón". Así el canon 813 permite la erección de una parroquia para estudiantes universitarios y algunas diócesis han erigido parroquias para personas sordas.
El canon 374 establece que las parroquias cercanas pueden agruparse entre sí, para formar, por ejemplo, arciprestazgos.
Originariamente las parroquias se crearon por la Iglesia católica y estaban formadas por un pequeño territorio (varios pueblos o aldeas) que se asignaban a un cura.
El sacerdote se encargaba de oficiar misas, funerales, bautismos, bodas, confesiones, confirmaciones principalmente a los que están en peligro de muerte, la unción de enfermos y todos los sacramentos a excepción del orden sacerdotal; además de ofrecer consuelo a los habitantes y feligreses de la misma, también extendía sus servicios a los distintos templos y capillas de los pueblos que formaban la parroquia. La función del párroco llegó a ser muy importante, actuando como consejero para las familias, de mediador en los conflictos, e incluso ejerciendo funciones de juez de paz o veedor.